# Dunlop (queso)
El Dunlop es un queso suave de leche de vaca originario de Dunlop, en East Ayrshire (Escocia). Se parece a un cheddar suave en textura. Decayó en popularidad algún tiempo después del final de la Segunda Guerra Mundial, aunque actualmente es apreciado por su valor en diversas recetas, y se consume solo o acompañado con una copita de whisky.

## Historia

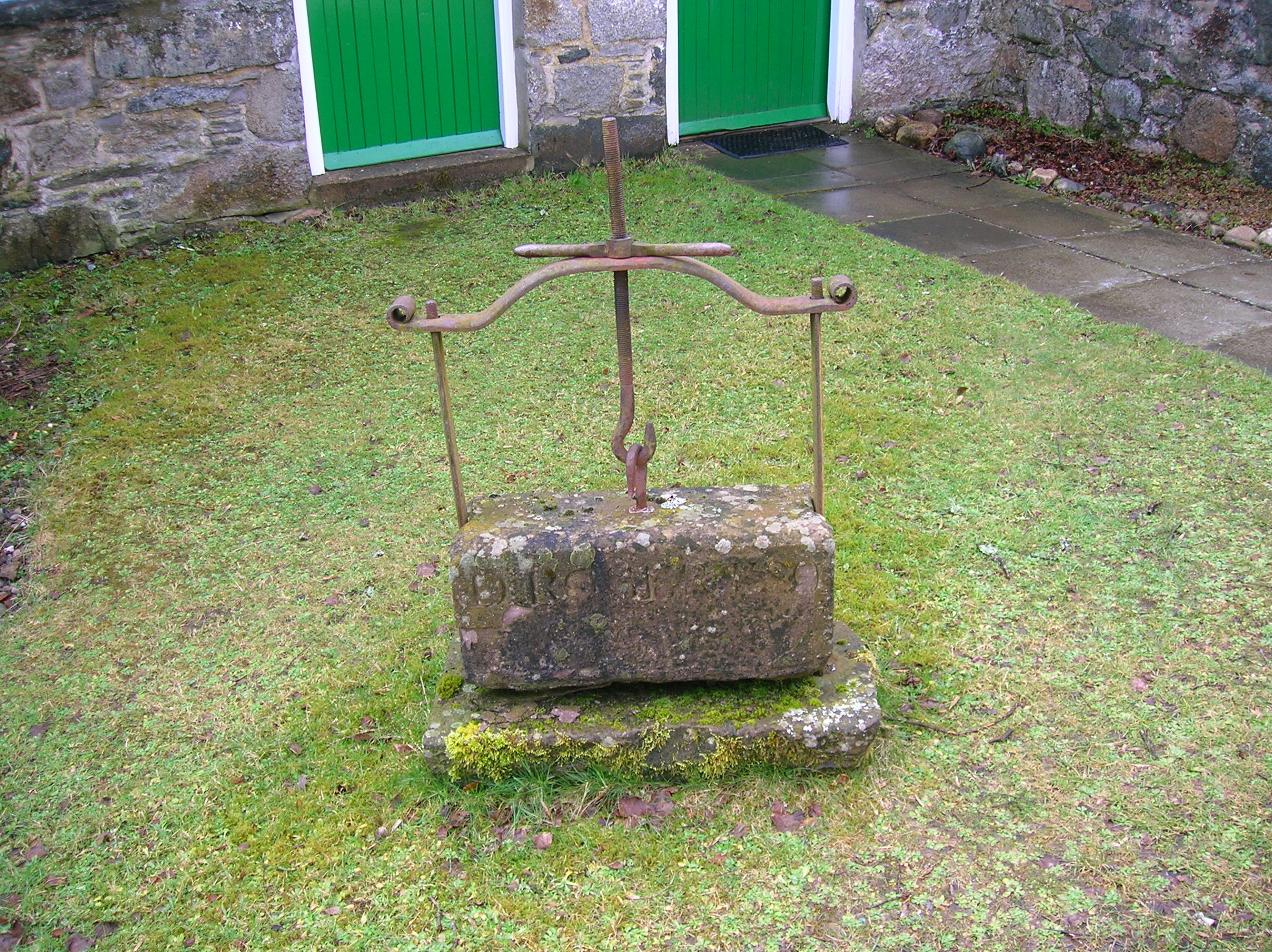
Una vieja prensa de queso en Kindrogan House, Strath Ardle.

A principios del siglo XVIII Barbara Gilmour logró elaborar un tipo de queso desconocido hasta entonces en Escocia, hecho a partir de leche entera de vaca Ayrshire. Su método fue copiado por sus vecinos, naciendo así el queso Dunlop. Se ha sugerido que la extensión del queso a otros distritos se debió en gran parte a granjeros que se asentaron en ellos procedentes de la parroquia de Dunlop. Incluso el propio William Cobbett dijo que era «igual en calidad a cualquier queso de Cheshire, Gloucestershire o Wiltshire.»
Gilmour era casi una evangelista de la producción de queso con leche entera (sin desnatar), y con su carácter sincero y enérgico viajó mucho para enseñar a fabricar su queso Dunlop, estimulando así una demanda en todo el país. Esta demanda animó a los comerciantes a visitar Cunninghame, comprar queso Dunlop y venderlo por todo el centro de los Lowlands. Los mercaderes de queso locales de Kirktoun también lo compraban y lo llevaban a Glasgow para venderlos en los mercados.
El nuevo sistema para elaborar queso fue ampliamente copiado y se extendió rápidamente a muchas regiones de toda Escocia para finales del siglo XVIII, incluso a donde tradicionalmente se habían fabricado quesos de leche de oveja. Sin haberse usado otra cosa que leche desnatada para elaborar queso en este distrito anteriormente, todo el queso elaborado de forma parecida en los condados occidentales recibían el nombre de «Dunlop» y en 1837 la Ayrshire Statistical Account registraba que 25.000 stones (unos 159.000 kg) se producían anualmente en esta parroquia.
El Dunlop es un queso suave, dulce, con sabor a mantequilla y una textura semitierna cuando es joven, endureciéndose tras varios meses de añejamiento. El queso Dunlop es suave y tiene poco sabor cuando se pone en moldes, necesitando de 6 a 12 meses de curación. Para lograr el sabor ligero y elegante y su peculiar aroma, el Dunlop debe mantenerse en un lugar seco, y voltearse frecuentemente, ya que sufre una ligera fermentación que tira un poco por arriba. Un inconveniente del Dunlop es que su competidor más director, el New Cheddar, al ser seco y duro, mantiene su peso mientras está almacenado, y también está preparado antes para exhibirse cortado.
A menudo se usaba sal de los salares de Saltcoats en la producción de queso Dunlop, que contenía magnesio y sales de Epson, lo que le daba un sabor agradable y distintivo, hasta el punto de llegar a discutirse si el queso elaborado con sal de mina importada más barata podía llamarse «Dunlop».
Históricamente, el mal transporte había animado la elaboración de mantequilla y de queso a partir de leche fresca debido a su naturaleza perecedera. Sin embargo, cuando el ferrocarril apareció en el siglo XIX los granjeros pudieron transportar y vender su leche a un mercado mayor y quedó mucha menos leche disponible para elaborar queso. Paterson registra en 1866 que el queso Dunlop había sido sustituido en cierta medida por el cheddar.
El alto valor que se concedió al queso de Barbara Gilmour para asarlo estuvo muy confinado en Ayrshire, donde un farl de torta de avena o un scone fino untado con queso asado, y un tazón de leche, suero, té o agua fría, constituían una sabrosa y sustanciosa comida, evitando en muchas familias el uso de la panceta para desayunar. La mayoría de la población británica solo comía el queso «crudo» con una rebanada de pan, normalmente untada con mostaza, y acompañado con la inevitable jarra de cerveza. Para este fin el cheddar curado y el queso americano curado y salado eran los preferidos. Esto despertaba la sed, exigiendo cerveza.

## Producción actual
La producción local de queso Dunlop cesó sobre 1940, y solo ha sido esporádica desde la Segunda Guerra Mundial. Sin embargo, el Dunlop y otros queso son actualmente elaborados por West Clerkland Farm justo a las afueras de Stewarton en Dunlop Road, y también en Arran, Islay y otros lugares.